# Paul Ben-Haim
Paul Ben-Haim, o Paul Ben-Chaim, in ebraico פאול בן חיים (Monaco di Baviera, 5 luglio 1897 – Tel Aviv, 14 gennaio 1984), è stato un compositore israeliano.
Nato con il nome Paul Frankenburger a Monaco di Baviera, studiò composizione con Friedrich Klose e fu direttore assistente di Bruno Walter e Hans Knappertsbusch all'Opera di Stato della Baviera dal 1920 al 1924. Fu poi direttore ad Augusta dal 1924 al 1931, dopodiché si dedicò all'insegnamento e alla composizione.
Ben-Haim emigrò in Palestina nel 1933, cambiando il suo nome e diventando cittadino israeliano dopo l'indipendenza nazionale nel 1948. Compose musica da camera, lavori per coro, orchestra, per strumenti solisti e canzoni.
Fu fautore e sostenitore di una identità musicale specificamente ebraica: le sue composizioni hanno una vena romantica e utilizzano intervalli propri della musica medio-orientale, un po' alla maniera di Ernest Bloch. Ben-Haim vinse l'Israel Prize for music nel 1957.
Fra i suoi allievi si ricordano Eliahu Inbal, Ben-Zion Orgad, Ami Maayani, Shulamit Ran, Rami Bar-Niv, Avraham Sternklar e Noam Sheriff.